# Kinesisk nytår
Kinesisk nytår (kinesisk: 春節, 春节, chūnjié; eller 農曆新年, 农历新年, nónglì xīnnián), også kendt som månenytår eller forårsfestival er den vigtigste af de traditionelle kinesiske helligdage og varer femten dage. Det starter på den første dag i den første måned i den kinesiske kalender og slutter med lanternefestival på den 15. dag. I den kinesiske kalender starter en måned altid når det er nymåne dvs når månen er mellem jorden og solen og derfor ikke synlig. Når det kinesiske nytår starter er det derfor nymåne og når det slutter er det fuldmåne. Helt præcist starter det på dagen med den anden nymåne efter dagen på hvilken vintersolhverv sker.
I 2018 begyndte kinesisk nytår den 16. februar, i hundens år.
Ligesom når man i Danmark fejrer nytår så starter man festen om aftenen dagen før og fyrer fyrværkeri af når det nye år starter. På den sidste dag er det tradition at børn løber rundet med et stykke legetøj i snor som forestille det år man er gået ind i fx en tiger i tigerens år. Højtiden minder om jul i Danmark på den måde at familien samles og spiser mad og der gives gaver til børnene. Gaverne er ikke ting men såkaldte "lucky money", der er en rød konvolut der indeholder penge. I Kina opfattes unge der endnu ikke blevet gift som børn og de får derfor også gaver.
Ifølge en legende fra gammel tid i Kina var Nian ("Nyehn") et uhyre der lydløst kunne komme ind i folks huse. Kineserne lærte dog snart at Nian var bange for højlydt støj og farven rød, og de skræmte det væk med eksplosioner, fyrværkeri og brug af meget rødt indendørs. Disse skikke ledte til de første fejringer af kinesisk nytår.
Det bliver fejret internationalt i områder med store befolkningsgrupper af etniske kinesere. Kinesisk nytår anses for at være en stor helligdag for kinesere men også for etniske grupper som mongoler, koreanere, hmong og vietnamesere, som har været under indflydelse af kinesisk kultur i form af religion og filosofi og kultur i almindelighed.

## Kinesisk nytår 2011-2026
| Måned     | År | Gren   | 60-års cyklus | Gregoriansk dato         |
| --------- | -- | ------ | ------------- | ------------------------ |
| xin-mao   | 28 | hare   | 78            | torsdag 3. februar 2011  |
| ren-chen  | 29 | drage  | 78            | mandag 23. januar 2012   |
| gui-si    | 30 | slange | 78            | søndag 10. februar 2013  |
| jia-wu    | 31 | hest   | 78            | fredag 31. januar 2014   |
| yi-wei    | 32 | ged    | 78            | torsdag 19. februar 2015 |
| bing-shen | 33 | abe    | 78            | mandag 8. februar 2016   |
| ding-you  | 34 | hane   | 78            | lørdag 28. januar 2017   |
| wu-xu     | 35 | hund   | 78            | fredag 16. februar 2018  |
| ji-hai    | 36 | gris   | 78            | tirsdag 5.februar 2019   |
| geng-si   | 37 | rotte  | 78            | lørdag 25. januar 2020   |
| xin-chou  | 38 | okse   | 78            | fredag 12. februar 2021  |
| ren-yin   | 39 | tiger  | 78            | tirsdag 1. februar 2022  |
| xin-mao   | 40 | hare   | 78            | søndag 22. januar 2023   |
| ren-chen  | 41 | drage  | 78            | lørdag 10. februar 2024  |
| gui-si    | 42 | slange | 78            | onsdag 29. januar 2025   |
| jia-wu    | 43 | hest   | 78            | tirsdag 17. februar 2026 |